# Japenoides cheesmanae
Japenoides cheesmanae är en tvåvingeart som beskrevs av H. Oldroyd 1949. Japenoides cheesmanae ingår i släktet Japenoides och familjen bromsar. Inga underarter finns listade i Catalogue of Life.